# Рейсинг Пойнт
Рейсинг Пойнт (англ. Racing Point Formula One Team) — команда-конструктор, выступавшая в чемпионате мира Формулы-1 в 2019—2020 годах.
До смены владельца команда называлась Force India, однако ещё в 2018 году команду из-за финансовых проблем выкупила компания Monaco Sports and Management. Пилотами команды стали мексиканец Серхио Перес и канадец Лэнс Стролл.
Главным инвестором команды является Лоуренс Стролл (отец Лэнса Стролла), руководителем — Отмар Сафнауэр, техническим директором стал Энди Грин, спортивным директором — Энди Стивенсон. Главный гоночный инженер — Том Маккаллоу. Юридическое лицо, владеющее и управляющее командой, зарегистрировано в Великобритании и называется Racing Point UK  Limited, сама команда имеет британскую гоночную лицензию.

## История

### Предыстория
Команда Рейсинг Пойнт раньше называлась Форс Индия, ей с 2008 года владел индийский миллиардер Виджай Маллья. В 2018, во время летнего перерыва, из-за долгов он был уволен, а команда перешла на внешнее управление. Тогда появились два претендента на покупку команды, канадский бизнесмен Лоуренс Стролл и российская компания Уралкалий. В результате консорциум Стролла приобрел 85 % активов индийской команды и она была переименована в «Рейсинг Пойнт Форс Индия», получила британское «гражданство» и все очки, полученные под прошлым названием были аннулированы.
Новая команда закончила сезон с 52 очками и по его окончании команду пришлось покинуть Эстабану Окону, проигравшему своему напарнику Серхио Пересу. В команде его заменил сын нового владельца Лэнс Стролл, а француз перешёл в Рено. Во время межсезонья руководство команды хотело использовать название, связанное с каким-либо автопроизводителем, но договориться с владельцами таких брендов как Brabham и Lola не удалось. Затем было подписано соглашение с букмекерской компанией SportPesa, ставшей титульным спонсором.

### Сезон 2019
13 февраля команда представила новый болид. Шасси Racing Point RP19 представляло собой монокок из углеволокна и композитных материалов с защитными панелями из зайлона. Ширина 2 м, длина 5,6 м, масса 743 килограмма (с гонщиком, но без топлива). Использовались колёсные диски производителя BBS и сцепление от AP Racing. Машина рассчитана на двигатель Mercedes и шины Pirelli P Zero. Коробка передач — также Mercedes GP: 8-ступенчатая полуавтоматическая. Распределение веса по осям: 45,4—46,4% на переднюю ось, 53,6—54,6% — на заднюю. Продолжая сотрудничество со спонсором — австрийской компанией BWT AG — машины сохранили розовую раскраску в цветовой гамме бренда, но с добавлением синих цветов SportPesa.
В феврале 2019 команда приняла участие в зимних тестах в Барселоне. С первой гонки сезона команда четыре раза под ряд финишировала в очках, в последней из которых, проводившейся в Азербайджане, оба пилота попали в первую десятку, обеспечив команде пятое место в Кубке конструкторов. После неё, однако, дела пошли хуже, гонщики финишировали в хвосте, ниже были лишь Williams и Alfa Romeo. Выделялись в результатах первой части сезона два финиша Стролла, девятое место в Канаде и четвёртое в Германии, последний был лучшим во всем сезоне, однако в кубке конструкторов команду успели обойти Renault и Toro Rosso.
Перед гонкой в Бельгии машину улучшили, что помогло с результатами: Серхио Перес финишировал в зоне очков во всех оставшихся гонках сезона, кроме Сингапура, где выбыл из-за подтекающего масла, а Стролл тоже пару раз приезжал в первой десятке. Благодаря обновлению машины команда была "выше" Alfa Romeo по очкам, однако вернуть пятое место так и не удалось.

### Сезон 2020
Перед началом сезона было объявлено, что состав команды не поменяется, однако SportPesa её теперь спонсировать не будет. Также, после приобретения Лоуренсом Строллом компании Aston Martin, стало известно, что уже следующий сезон команда начнет как заводская, что и планировалось изначально. Новая машина Racing Point RP20 на предсезонных тестов стала причиной скандала, ведь она была точной копией прошлогоднего болида своего поставщика моторов, Mercedes AMG F1 W10 EQ Power+. Это не было плагиатом, между конструкторами было соглашение, но многие все равно посчитали это нечестным. В итоге многие начали дразнить команду, называя её «розовый Мерседес».
Началу нового сезона помешала эпидемия коронавируса и летний перерыв был перенесен на весну. Начало сезона пришлось проводить в июле на трассе Ред Булл Ринг. В первых двух гонках команде удалось приехать очень близко к подиуму, что ещё больше указывало на сходство с прошлогодними чемпионскими машинами. В результате командой Рено был подан протест в международную автомобильную федерацию на то, что Рейсинг Пойнт пользуется тормозными каналами другой команды, хотя по регламенту они должны быть своими. Команда хорошо начала сезон: за первые три этапа Перес и Стролл набрали 40 очков. Перед Гран-при Великобритании у Переса был выявлен COVID-19, из-за чего он пропустил и Британский этап, и Гран-при 70-летия. Переса на обоих этапах заменял Нико Хюлькенберг. В первой гонке немец не смог стартовать из-за проблем с силовой установкой, во второй стал третьим в квалификации и 7-м в гонке. Перед Гран-при 70-летия стало известно, что FIA оштрафовала команду на 400,000€ и 15 очков в кубке конструкторов, удовлетворив протест Рено. На Гран-при Испании Стролл приехал 4-м, а Перес — 5-м. На Гран-при Италии Стролл становится третьим. Для Стролла это второй подиум в карьере. На Гран-при Айфеля Стролл почувствовал недомогание, и его снова заменил Хюлькенберг. Квалифицировавшись последним, немец смог показать 8-й результат, а Перес третий раз подряд финишировал в первой пятёрке. В Турции Стролл завоевал свою первую поул-позицию, а Перес по итогам гонки стал вторым. На Гран-при Сахира команда добилась лучшего в сезоне результата: Стролл снова стал третьим, а Серхио Перес завоевал первую в карьере победу (ставшую также первой для мексиканских пилотов с победы Педро Родригеса де ла Веги на Гран-при Бельгии 1970 года). По итогам сезона команда стала четвёртой. Перес стал 4-м (125 очков), Стролл 11-м (75 очков), Хюлькенберг 15-м (10 очков). С 2021 года команда была переименована в Aston Martin F1 Team, а пилотами стали Лэнс Стролл и Себастьян Феттель.
В 2020 году стало известно о покупке Лоуренсом Строллом 20% акций компании Aston Martin. Помимо приобретения доли в «Астон Мартин» Стролл собирался вложить ещё £318 млн, а по соглашению с коллективом[чего?][уточнить] Racing Point будет переименован в Астон Мартин. Пилотами команды на сезон 2021 стали Лэнс Стролл, сын Лоуренса, а также четырёхкратный чемпион мира Себастьян Феттель.

## Результаты выступлений в Формуле-1
| Легенда к таблице |                                                                    |
| --- | ------------------------------------------------------------------ |
| В таблице перечислены результаты всех Гран-при Формулы-1, в которых принимала участие команда. Строками таблицы являются сезоны, столбцами — этапы чемпионата мира. В каждой клетке указаны сокращённое название этапа и результаты гонщиков команды, дополнительно обозначенные цветом. Расшифровка обозначений и цветов представлена в нижеследующей таблице. |                                                                    |
| \| Пример \| Описание \| \| ------------ \| ------------------------------------------------------------------ \| \| 1 \| Победитель \| \| 2 \| Второе место \| \| 3 \| Третье место \| \| 5 \| Финишировал, заработав очки \| \| Сход \| Не финишировал, но при этом заработал очки \| \| 12 \| Финишировал, не получив очков \| \| НКЛ \| Финишировал, но не попал в финальную классификацию \| \| 15 \| Участвовал вне зачёта, либо по отдельной классификации \| \| 18 \| Не финишировал, но попал в финальную классификацию \| \| Сход \| Не финишировал \| \| НКВ \| Не прошёл квалификацию \| \| НПКВ \| Не прошёл предквалификацию \| \| ДСК \| Дисквалифицирован \| \| ИСК \| Исключён из протокола соревнований \| \| ТТ \| Заявлен для участия только в тренировках \| \| НС \| Участвовал в квалификации, но не стартовал в гонке \| \| Т \| Травмирован или болен \| \| ОТК \| Отказ от участия \| \| НТР \| Прибыл на соревнования, но на трассу не выезжал \| \| НПР \| Был заявлен в числе участников, но не прибыл к началу соревнований \| \| О \| Соревнования отменены \| \| \| Не участвовал \| \| Поул-позиция \| \| \| Быстрый круг \| \| |                                                                    |
| Пример | Описание                                                           |
| 1 | Победитель                                                         |
| 2 | Второе место                                                       |
| 3 | Третье место                                                       |
| 5 | Финишировал, заработав очки                                        |
| Сход | Не финишировал, но при этом заработал очки                         |
| 12 | Финишировал, не получив очков                                      |
| НКЛ | Финишировал, но не попал в финальную классификацию                 |
| 15 | Участвовал вне зачёта, либо по отдельной классификации             |
| 18 | Не финишировал, но попал в финальную классификацию                 |
| Сход | Не финишировал                                                     |
| НКВ | Не прошёл квалификацию                                             |
| НПКВ | Не прошёл предквалификацию                                         |
| ДСК | Дисквалифицирован                                                  |
| ИСК | Исключён из протокола соревнований                                 |
| ТТ | Заявлен для участия только в тренировках                           |
| НС | Участвовал в квалификации, но не стартовал в гонке                 |
| Т | Травмирован или болен                                              |
| ОТК | Отказ от участия                                                   |
| НТР | Прибыл на соревнования, но на трассу не выезжал                    |
| НПР | Был заявлен в числе участников, но не прибыл к началу соревнований |
| О | Соревнования отменены                                              |
| | Не участвовал                                                      |
| Поул-позиция |                                                                    |
| Быстрый круг |                                                                    |

| Сезон | Шасси             | Двигатель                          | Ш | Гонщики          | 1    | 2   | 3   | 4   | 5    | 6   | 7   | 8   | 9    | 10   | 11   | 12   | 13  | 14  | 15   | 16  | 17   | 18  | 19  | 20  | 21   | Место | Очки |
| ----- | ----------------- | ---------------------------------- | - | ---------------- | ---- | --- | --- | --- | ---- | --- | --- | --- | ---- | ---- | ---- | ---- | --- | --- | ---- | --- | ---- | --- | --- | --- | ---- | ----- | ---- |
| 2019  | Racing Point RP19 | Mercedes M10 EQ Power+ 1,6 V6      | P |                  | АВС  | БАХ | КИТ | АЗЕ | ИСП  | МОН | КАН | ФРА | АВТ  | ВЕЛ  | ГЕР  | ВЕН  | БЕЛ | ИТА | СИН  | РОС | ЯПО  | МЕК | США | БРА | АБУ  | 7     | 73   |
| 2019  | Racing Point RP19 | Mercedes M10 EQ Power+ 1,6 V6      | P | Серхио Перес     | 13   | 10  | 8   | 6   | 15   | 12  | 12  | 12  | 11   | 17   | Сход | 11   | 6   | 7   | Сход | 7   | 8    | 7   | 10  | 9   | 7    | 7     | 73   |
| 2019  | Racing Point RP19 | Mercedes M10 EQ Power+ 1,6 V6      | P | Лэнс Стролл      | 9    | 14  | 12  | 9   | Сход | 16  | 9   | 13  | 14   | 13   | 4    | 17   | 10  | 12  | 13   | 11  | 9    | 12  | 13  | 19  | Сход | 7     | 73   |
| 2020  | Racing Point RP20 | Mercedes M11 EQ Performance 1,6 V6 | P |                  | АВТ  | ШТИ | ВЕН | ВЕЛ | 70Л  | ИСП | БЕЛ | ИТА | ТОС  | РОС  | АЙФ  | ПОР  | ЭМИ | ТУР | БАХ  | САХ | АБУ  |     |     |     |      | 4     | 195  |
| 2020  | Racing Point RP20 | Mercedes M11 EQ Performance 1,6 V6 | P | Серхио Перес     | 6    | 6   | 7   | Т   | Т    | 5   | 10  | 10  | 5    | 4    | 4    | 7    | 6   | 2   | 18   | 1   | Сход |     |     |     |      | 4     | 195  |
| 2020  | Racing Point RP20 | Mercedes M11 EQ Performance 1,6 V6 | P | Лэнс Стролл      | Сход | 7   | 4   | 9   | 6    | 4   | 9   | 3   | Сход | Сход | ОТК  | Сход | 13  | 9   | Сход | 3   | 10   |     |     |     |      | 4     | 195  |
| 2020  | Racing Point RP20 | Mercedes M11 EQ Performance 1,6 V6 | P | Нико Хюлькенберг |      |     |     | НС  | 7    |     |     |     |      |      | 8    |      |     |     |      |     |      |     |     |     |      | 4     | 195  |